# 托卡廖夫卡 (坦波夫州)
托卡廖夫卡（羅馬化：Tokaryovka）是俄罗斯坦波夫州的市级镇，为该州托卡廖夫卡区行政中心及规模最大聚居地。地处坦波夫州西南部，位于顿河流域比秋格河一支流埃尔季利河畔，在州府坦波夫西南方。镇内设有同名铁路车站，位于利佩茨克州格里亚济－沃罗涅日州波沃里诺线上。
该地2022年人口有6,343人；2010年人口6,929；2002年人口7,441；1989年人口8,111。